# Comté d'O'Brien
Le comté d'O'Brien est un comté de l'État de l'Iowa, aux États-Unis.